# Martin Ritt

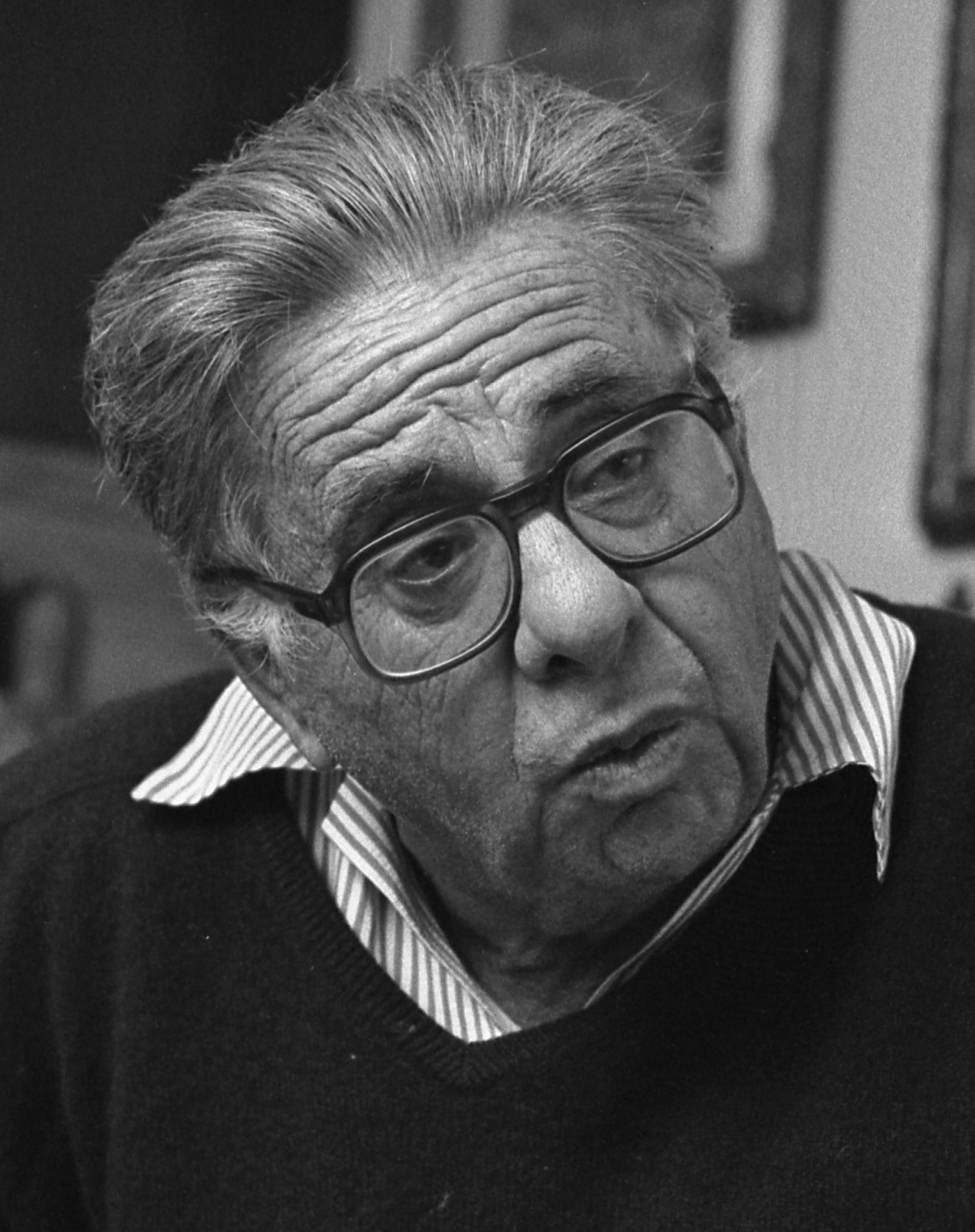
Martin Ritt (1979)

Martin Ritt (* 2. März 1914 in New York; † 8. Dezember 1990 in Santa Monica, Kalifornien) war ein US-amerikanischer Filmregisseur. Zu seinen bekanntesten Filmen zählen Der Wildeste unter Tausend (1963), Der Spion, der aus der Kälte kam (1965) sowie Man nannte ihn Hombre (1967).

## Leben
Zum Schauspiel kam Ritt in den 1930er Jahren durch Elia Kazan, der ihn zum Group Theatre brachte. Nachdem er als Soldat im Zweiten Weltkrieg gekämpft hatte, kehrte er als Schauspieler und Regisseur an den Broadway zurück.
Anfang der 1950er Jahre kam er aufgrund früherer Aktivitäten für die Kommunistische Partei auf die Schwarze Liste des Komitees für unamerikanische Aktivitäten. Da er deshalb zunächst keine Arbeit mehr finden konnte, begann er damit, Schauspiel zu unterrichten. Zu seinen Schülern dieser Zeit zählten Paul Newman, Rod Steiger und Lee Remick. Erst 1955 konnte Ritt wieder ein Stück am Broadway inszenieren und 1957 kam es zu seinem Regiedebüt beim Film. Die Erlebnisse während seines Berufsverbots verarbeitete Ritt in seinem Film Der Strohmann von 1976.
Als Regisseur arbeitete Ritt mehrfach mit seinem ehemaligen Schauspielschüler Paul Newman, die gemeinsamen Filme wie Der lange heiße Sommer oder Der Wildeste unter Tausend prägten dabei Newmans Leinwandimage als charmanter Rebell.
Martin Ritt war je einmal für den Oscar und den Golden Globe nominiert. Preise für seine Filme gewann er auf den Filmfestivals in Cannes und Venedig.

## Filmografie
Als Regisseur
- 1957: Ein Mann besiegt die Angst (Edge of the City)
- 1957: Fenster ohne Vorhang (No Down Payment)
- 1958: Der lange heiße Sommer (The Long, Hot Summer)
- 1958: Die schwarze Orchidee (The Black Orchid)
- 1959: Fluch des Südens (The Sound and the Fury)
- 1960: Jovanka und die anderen (Jovanka e le altre)
- 1961: Paris Blues
- 1962: Hemingways Abenteuer eines jungen Mannes (Hemingway’s Adventures of a Young Man)
- 1963: Der Wildeste unter Tausend (Hud)
- 1964: Carrasco, der Schänder (The Outrage)
- 1965: Der Spion, der aus der Kälte kam (The Spy Who Came in from the Cold)
- 1967: Man nannte ihn Hombre (Hombre)
- 1969: Auftrag Mord (The Brotherhood)
- 1970: Verflucht bis zum jüngsten Tag (The Molly Maguires)
- 1970: Die große weiße Hoffnung (The Great White Hope)
- 1972: Das Jahr ohne Vater (Sounder)
- 1972: Peter und Tillie (Pete ‘n’ Tillie)
- 1974: Abschied von einer Insel (Conrack)
- 1976: Der Strohmann (The Front)
- 1978: Der Champion (Casey’s Shadow)
- 1979: Norma Rae – Eine Frau steht ihren Mann (Norma Rae)
- 1981: Nebenstraßen (Back Roads)
- 1983: Cross Creek
- 1985: Die zweite Wahl – Eine Romanze (Murphy’s Romance)
- 1987: Nuts… Durchgedreht (Nuts)
- 1990: Stanley & Iris

Als Darsteller
- 1975: Der Richter und sein Henker
- 1985: Die Frau des Profis (The Slugger’s Wife)